# Кикеев, Очир Хулхачиевич
Кикеев Очир Хулхачиевич (родился 9 мая 1940 года) - калмыцкий художник-живописец, Заслуженный художник Российской Федерации, заслуженный деятель искусств Калмыцкой АССР, лауреат премии комсомола им. Э. Деликова.

## Биография
Родился 9 мая 1940 года в п. Манджикины, хотоне Колан-Хотхур Ики-Бурульского района Республики Калмыкия в семье табунщика и домохозяйки. 
В 1943 г. в рамках спецоперации "Улусы" все калмыки  были сосланы в Сибирь. Там,  в 1957 — окончил среднюю школу в с. Называевка Омской области. 
В том же году, когда калмыкам разрешили вернуться на родину, Очир вернулся из Сибири в Калмыкию.
1958—1963 — учился в Рязанском художественном училище. Блестяще защитил дипломный проект. С этого года активно участвовал в республиканских, зональных, всесоюзных и международных выставках
После службы в Советской Армии(1963—1966), работал художником в Калмыцких художественно-производственных мастерских. Вел активную творческую и организаторскую деятельность, результатом которой стали многочисленные групповые и персональные выставки. 
В 1973 г. вступил в члены Союза художников СССР. И вскоре(1976—1979) стал председателем Правления Союза художников Калмыкии. Оказывал помощь и всяческую поддержку молодым художникам.
1977 — лауреат Премии комсомола Калмыкии им. Э. Деликова
1979 — присвоено звание заслуженного деятеля искусств Калмыцкой АССР
В том же году состоялась творческая поездка на Кубу, после чего была создана серия картин Кубинского периода.
1979, 1980 — творческие поездки в Монголию. Были созданы серии картин Монгольского периода.
1989—1993 — становится президентом, созданной им  Ассоциации Свободных художников «Джунгария». В рамках Ассоциации были проведены многочисленные групповые и персональные выставки членов Ассоциации.
1996 — присвоено звание заслуженный художник Российской Федерации
1993—2001 — член Союза калмыцких художников «Солнг»
Здоровье. В течение жизни Очир Кикеев перенес множество инфарктов. Но до последнего дня художник работал над своими картинами.
Очир Кикеев скончался 10 ноября 2001 г. от сердечного приступа в своей квартире. Похоронен на кладбище в г.Элисте.

## Личная жизнь
Был женат на Кикеевой Земе Александровне (урожденная Чурюмова) 1941-2013 гг., врач-рентгенолог, физиотерапевт. В прошлом главный врач Физкультурного диспансера г. Элисты, Республики Калмыкия. 
Есть дети: Яцка Сокулева - дочь, художник-аниматор, комиксист-иллюстратор, преподаватель академического рисунка и живописи, музыкант, пианистка, проживает в США. Чингис Кикеев - сын, художник-ювелир, проживает в г. Элисте Республика Калмыкия, Баира Лялина - дочь, филолог, преподаватель русского и калмыцкого языков, главный администратор Калмыцкой Государственной Филармонии, проживает в г. Элисте.

## Галерея работ
| - Очир Кикеев. Счастье. 1970 г. | - Очир Кикеев. Шторм в Варадеро. Куба. 1980 г. | - Очир Кикеев. Народная поэтесса КАССР Бося Сангаджиева. 1979 г. | - Очир Кикеев. Весна. 1973 г. | - Очир Кикеев. У подножия Хархираа. 1981 г. | - Очир Кикеев. Калмыцкий хотон.1943 год. После выселения. 1988 г. |  |

## Награды
- Заслуженный деятель искусств Калмыцкой АССР (1979 г.);
- Заслуженный деятель художник РСФСР (1996 г.);